# 集昆华盲蛇蛉
集昆华盲蛇蛉（学名：Sininocellia chikun），一种分布于中国秦岭山脉的昆虫，是盲蛇蛉科华盲蛇蛉属的一种。种小名源自中国昆虫学家杨集昆的名字，杨集昆是华盲蛇蛉属的创建者，对中国蛇蛉分类学研究作出了巨大贡献。模式产地为陕西省宁陕县三官庙。